# 더 스티그

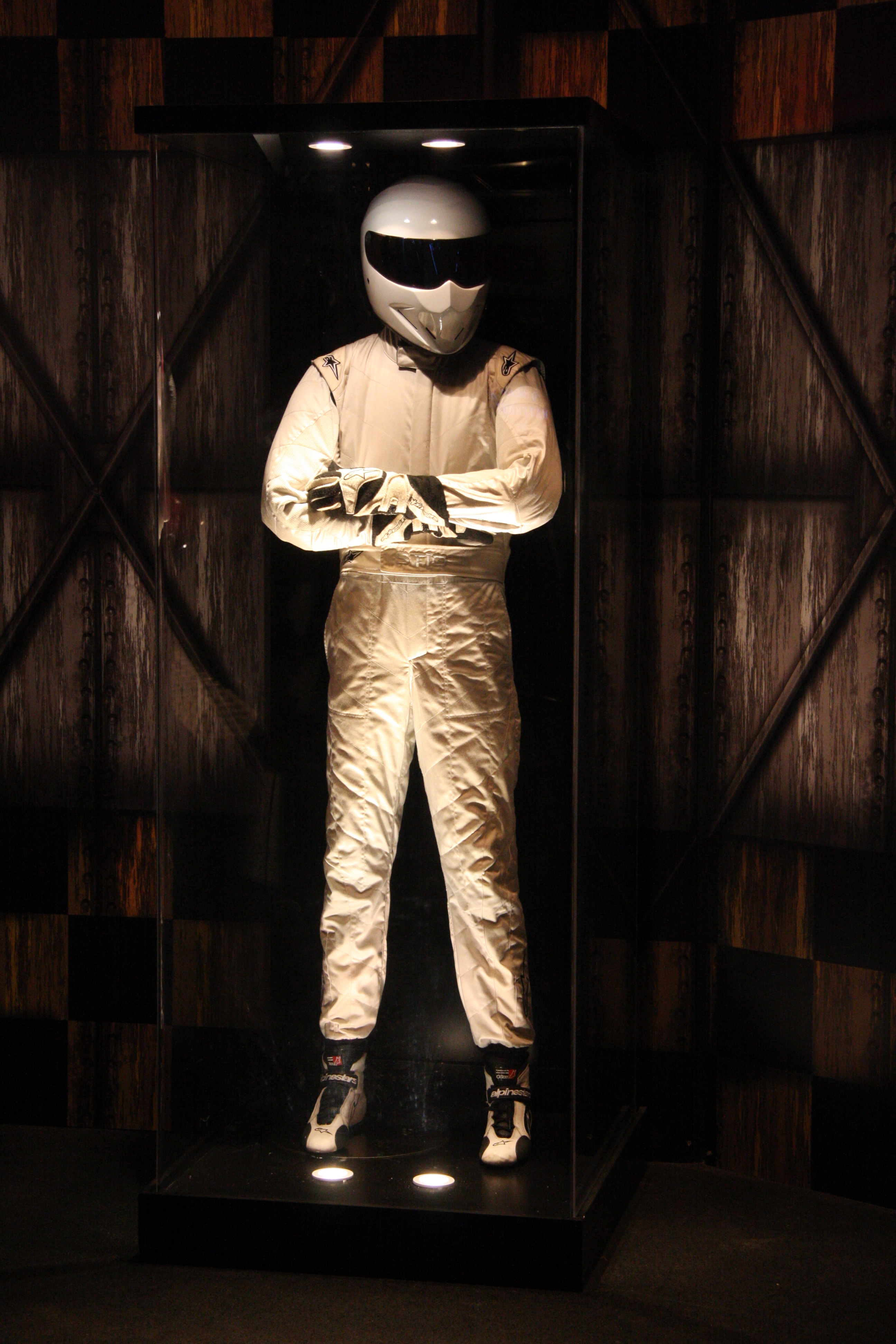
더 스티그

더 스티그(The Stig)는 BBC의 TV 프로그램 《탑 기어》에 출연하고 있는 전속 마스코트인 가면 쓴 레이싱 드라이버이다. 스티그라는 이름은 《탑 기어》의 진행자인 제레미 클락슨이 재학하고 있던 렙턴 학교에서의 일화에서 유래한다. 클락슨에 따르면 신입생을 스티그라고 했다고 한다. 프로그램 내에서는 고급차의 성능을 측정하는 '파워랩' 코너에서 드라이브를 담당하는 것이 주된 역할이다. 항상 흰색 경주용 헬멧과 수트를 입고 나온다. 뛰어난 운전실력을 자랑하며 방송중에는 단 한마디의 대사없이 묵묵히 운전만으로 자동차를 평가한다. Top Gear에서 Stig가 기록한 자동차의 랩타임(Power Lap time)은 자동차의 성능을 평가하는 기준으로 통한다. 그의 정체는 일급기밀로 알려져 현재까지도 국적이나 성별등 모든 프로필이 불명상태.
현재의 Stig는 3번째 인물이 담당하고 있는데 1대 Stig는 현재와 다르게 검은색 헬멧과 수트를 입어서 Black Stig라고 불렸다. 2002년 시즌1의 첫 에피소드부터 출연했으며, 2003년 3시즌 첫 에피소드에서 재규어 XJ-S를 타고 항공모함에서 가속 실험을 하다가 바다속에 빠져 죽는 것으로 출연을 마감한다. Black Stig는 설정상 죽은 것으로 되어있는데 전직 레이서인 Perry McCarthy이 자서전에서 자신이 블랙 스티그라고 까발리는 바람에 해고되었고 탑기어측에선 이런 기믹으로 사망처리를 해버렸다. 이후 3시즌 2번째 에피소드부터 이전의 Stig와는 완전히 다른 하얀색의 Stig가 등장을 한다. 이 때부터 일부 자동차 회사가 Stig의 신상을 알아내고자 사립탐정을 고용하여 뒤를 캤다는 일화가 등장하기 시작했다. 2009년 13시즌에서 Stig가 직접 스튜디오에 방문해서 헬멧을 벗고 정체를 밝히기도 했는데, 정체는 바로 F1의 전설적인 레이서인 미하엘 슈마허(Michael Schumacher). 이후 Stig의 정체에 대한 여러 루머가 돌던 중, 전직 레이서이자 현재 Fifth Gear의 진행자 중 한 명인 Ben Collins가 자서전을 통해 자신이 2대 스티그였다는 사실을 언급해서 2010년 15시즌 6번째 에피소드를 마지막으로 하차하게 되었다. 이후 2010년 12월에 방영된 16시즌부터는 3대 스티그가 새로 등장하여 현재까지 활약중.
Top Gear UK에선 전 세계에 사는 스티그의 다양한 사촌들이 다수 등장하여 유명한데, 아프리카 스티그(African Stig), 공산주의자 스티그(Communist Stig), 채식주의자 스티그(Vegiterian Stig), 스티그의 화물트럭 사촌(Rig Stig), 스티그의 이탈리아 사촌(Italian Stig), 스티그의 중국사촌(Chinese Stig)등이 등장하였다. 미국 스페셜에서 팻스티그(뚱뚱한 스티그)가 등장하기도 했다.